# Hinneryds kyrka

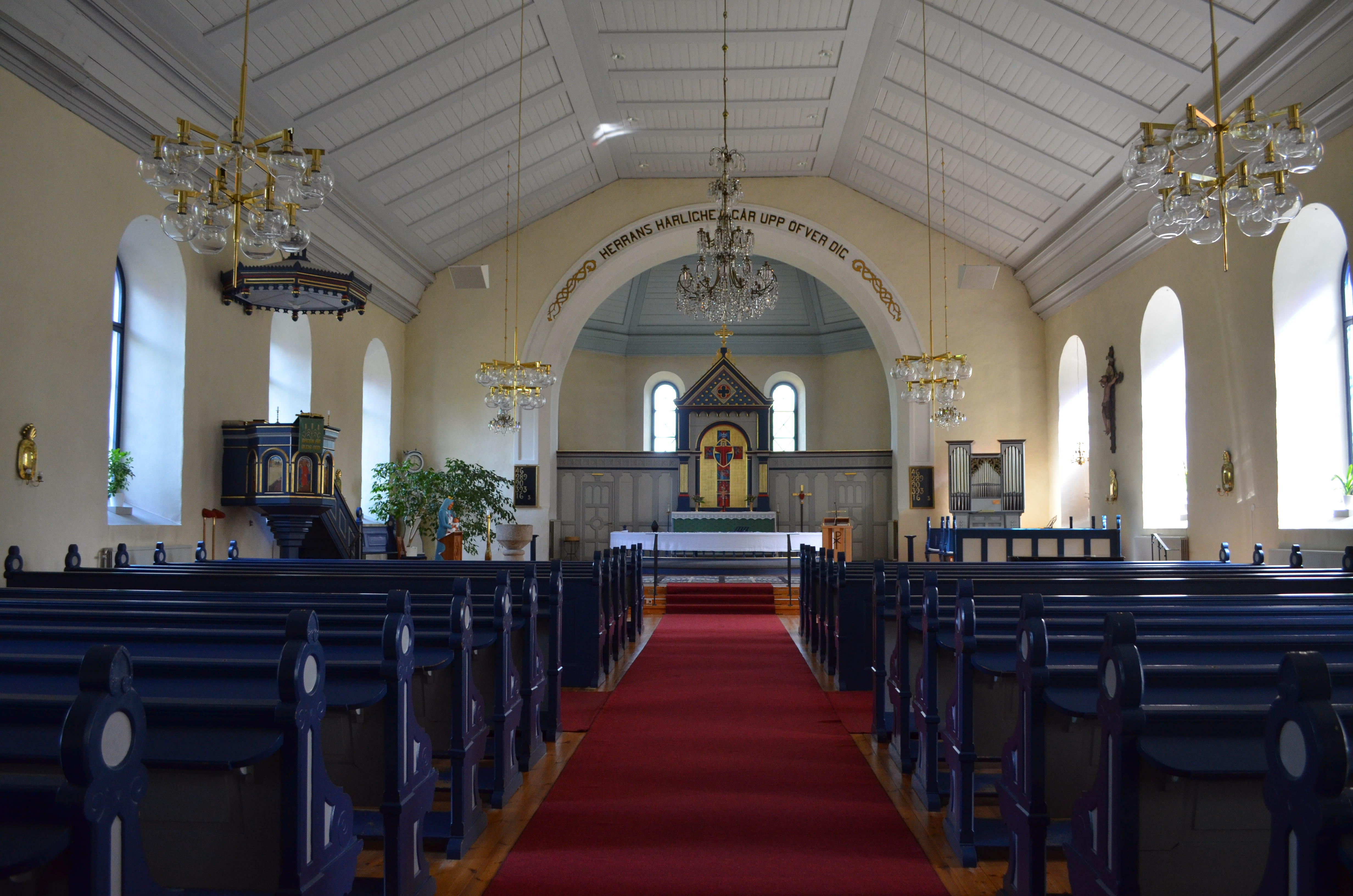
Kyrkosalen 2018

Hinneryds kyrka en kyrkobyggnad som tillhör Hinneryds församling i Växjö stift. Kyrkan ligger i samhället Hinneryd i Markaryds kommun.

## Kyrkobyggnaden
Nuvarande kyrka uppfördes 1883–1885 efter ritningar av arkitekt Albert Törnqvist och togs i bruk 1886. Kyrkan byggdes utanpå en tvåskeppig medeltidskyrka i romansk stil som började rivas 1884. Kyrkans arkitektur kan närmast betecknas som historiserande blandstil. Kyrkobyggnaden som är uppförd i  sten, spritputsad och vitkalkad  består av ett långhus och kor med en bakomliggande tresidig sakristia i öster. Tornet är försett med dubbla ljudöppningar, tornur och en hög korskrönt spira. Interiören är av salkyrkokaraktär med ett tredelat innertak eller tredingstak. En skärmvägg avskiljer koret från sakristian. Överst på korbågen står följande text <<HERRANS HÄRLIHGET GÅR UPP OFVER DIG>>

## Inventarier
- Dopfunten av granit är från medeltiden, men har huggits om på senare tid.
- Ett triumfkrucifix vid södra korväggen dateras till 1200-talet. Utfört av sydskandinavisk verkstad.
- Under läktaren finns medeltida träskulpturer skurna i ek: Madonna, från mitten av 1200-talet. Heliga Ursula (?), provinsiellt arbete från 1400-talets andra hälft. Heliga Birgitta, 1400-talet. Anna själv tredje, datering 1400-talets andra hälft. Relief ur ett altarskåp, 1400-talet. Diakon, daterad till 1500-talet.
- Ett golvur är från början av 1800-talet.
- Altartavlan är utförd 1977 av David Ralson och utgörs av ett kors som innehåller olika motiv ur Nya testamentet. I korsets mitt Kristus som korsfäst och uppstånden, inramad  av en mandorla. Nederst på korset en bild av Bebådelsen, följt av motiven Jesu födelse och Jesu dop. Vänstra korsarmen Jesus i  Getsemane och den högra rättegången inför Pontius Pilatus. Överst en bild av den Helige Ande i form av en duva. Tavlan omges av en altaruppställning med en trekantsgavel krönt av ett kors.
- Altarringen är halvrund med smala balusterdockor.
- Predikstolen med ljudtak är dekorerad  med motiv i korgens bågfälten av konstnären Sven Ljungberg, Ljungby.
- Bänkinredning är öppen med jugendinspirerade gavlar.
- Orgelläktare.

## Orglar
- Den ursprungliga orgeln byggdes av 1890/1898 av Carl Elfström, Ljungby med 16 stämmor. Fasaden som fortfarande är bevarad tillkom efter ritningar av Folke Zetterwall.
- Orgeln byggdes om 1958 av Frede Aagaard till 16 stämmor.
- 1977-1979 byggde J. Künkels Orgelverkstad ett nytt mekaniskt orgelverk. Fasaden har bibehållits från Elfströms orgel.

| Huvudverk I         | Svällverk II      | Pedal      | Koppel |
| Principal 8´        | Gedackt 8´        | Subbas 16´ | I/P    |
| Rörflöjt 8´         | Koppelflöjt 4´    | Borduna 8´ | II/P   |
| Oktava 4´           | Principal 2´      | Oktava 4´  | II/I   |
| Waldflöjt 2´        | Kvinta 1 1/3'     | Fagott 16' |        |
| Sesquialtera 2 chor | Scharf 3 chor     |            |        |
| Mixtur 3-4 chor     | Krumhorn 8'       |            |        |
|                     | Tremulant         |            |        |
|                     | Crescendosvällare |            |        |

- En mekanisk kororgel med sex stämmor är byggd av Walter Thür Orgelbyggen. Orgeln invigdes 1986 till kyrkans hundraårsjubileum. Ett svällskåp finns för alla manualstämmor utom Principal 4'.

| Manual        | Pedal      | Koppel   |  |
| Gedackt 8’    | Subbas 16’ | Man/Ped. |  |
| Principal 4’  |            |          |  |
| Rörflöjt 4’   |            |          |  |
| Waldflöjt 2'  |            |          |  |
| Mixtur 2 chor |            |          |  |
| Tremulant     |            |          |  |

### Webbkällor
- byggnadspresentation
- Riksantikvarieämbetet. Ur Medeltidens bildvärld. Se nedan.
- Historiska museet: Medeltidens bildvärld 910616F2       Dopfunt
- Historiska museet:bildvärld 910616S10      Träskulptur fr 1400-talet
- Historiska museet: Medeltidens bildvärld 910616S4       Heliga Ursula
- Historiska museet: Medeltidens bildvärld 910616S5       Heliga Birgitta
- Historiska museet:bildvärld 910616S6       Madonna
- Historiska museet: Medeltidens bildvärld 910616S7       Anna själv tredje
- Historiska museet: Medeltidens bildvärld 910616S9       Krucifix